# Mammillaria weingartiana
Mammillaria weingartiana es una especie de planta perteneciente a la familia Cactaceae. Es endémico de Nuevo Leon en México. Su hábitat natural son los áridos desiertos. Está tratada en peligro de extinción por pérdida de hábitat. Mammillaria weingartiana fue descrita por Friedrich Boedeker y publicado en Monatsschrift der Deutschen Kakteen-Gesellschaft, E. V., Sitz Berlin 4: 219. 1932. Mammillaria: nombre genérico que fue descrita por vez primera por Carolus Linnaeus como Cactus mammillaris en 1753, nombre derivado del latín mammilla = tubérculo, en alusión a los tubérculos que son una de las características del género. weingartiana: epíteto otorgado en honor del recolector de cactus Wilhelm Weingart.

## Clasificación y descripción
Es una biznaga de la tribu Cacteae, familia Cactaceae. Es un cactus que tiene crecimiento simple o ramificada. Es de forma aplanada a globosa de 1 a 2 cm de altura y 2 a 5 cm de diámetro. Las protuberancias del tallo (tubérculos) son cónicos, de color verde olivo y presentan jugo acuoso, el espacio entre ellos (axilas) son desnudas. Los sitios en los que se desarrollan las espinas se denominan aréolas, en esta especie tienen forma circular, con más o menos 22 espinas, de 1 a 3 de ellas se localizan en el centro de la aréola (centrales) una de ellas ganchuda, son de color rojizo a pardo oscuras y son más largas y gruesas que las espinas blancas de la orilla (radiales). Las flores son pequeñas y tienen forma de embudo, miden en promedio 12 mm de longitud y son amarillo verdosas con línea media de color de rosa. Los frutos en forma de chilitos, son de color rojo y las semillas negras. Es polinizada por insectos y se dispersa por semillas.

## Distribución
Es endémica al estado de Nuevo León.

## Ambiente
Se desarrolla entre los 2000 a 2300 m s. n. m., en pastizales de bosques templados.

## Estado de conservación
Debido a sus características, esta especie ha sido extraída de su hábitat para ser comercializada de manera ilegal, aunque no se tiene cuantificación del daño que esto ha producido a las poblaciones. Es endémica a México y se considera en la categoría de Amenazada (A) de la Norma Oficial Mexicana 059.  En la lista roja de la IUCN se considera de preocupación menor (LC).